# Савченко, Даниил Владимирович
Даниил Владимирович Савченко (укр. Данило Володимирович Савченко; род. 31 мая 2002, Донецк) — украинский и российский футболист, полузащитник.

## Карьера

### Начало карьеры
Воспитанник футбольной академии донецкого «Шахтёра». В июле 2019 года перешёл в клуб «Днепр-1», где стал выступать за команду до 19 лет. В феврале 2020 года перешёл в краматорский клуб «Авангард-2», однако так и не сыграл за него и в июле 2020 года получил статус свободного агента. В феврале 2021 года присоединился к второй команде венгерского клуба «Кишварда».

### «Энергия» Новая Каховка
В августе 2021 года перешёл в украинский клуб «Энергия». Дебютировал за клуб 22 августа 2021 года в матче против клуба «Перемога». Футболист сразу же закрепился в основной команде клуба. Дебютный гол за клуб забил 26 ноября 2021 года также в матче против клуба «Перемога».

### «Якобстад»
В апреле 2022 года футболист перешёл в финский клуб «Якобстад». Дебютировал за клуб 30 апреля 2022 года в матче против клуба РоПС, выйдя на поле в стартовом составе. На протяжении всего сезона оставался одним из ключевых игроков клуба, результативными действиями не отличившись.

### «Энергетик-БГУ»
В апреле 2023 года присоединился к белорусскому клубу «Энергетик-БГУ». Дебютировал за клуб 30 апреля 2023 года в матче против «Гомеля», выйдя на замену на 57 минуте. Закрепиться в основанной команде клуба у футболиста не вышло, проведя за сезон лишь 3 матча. Завершил сезон футболист на итоговом предпоследнем месте в чемпионате, отправившись в стыковые матчи за сохранение прописки. По итогу стыковых матчей футболист вместе с клубом уступил «Витебску» и вылетел в Первую лигу. В декабре 2023 года футболист покинул белорусский клуб.